# Never Rest in Peace
Never Rest in Peace is het tweede studioalbum van de Amerikaanse punkband Star Fucking Hipsters. Het werd uitgegeven op 20 oktober 2009 door Alternative Tentacles en is daarmee de eerste en enige uitgave van de band via dit label. Zowel het voorgaande studioalbum Until We're Dead (2008) als het derde studioalbum From the Dumpster to the Grave (2011) werden uitgegeven door Fat Wreck Chords. Voor het nummer "3000 Miles Away" werd er een videoclip gemaakt waarin de acteur Ethan Suplee te zien is.

## Nummers
1. "Vol. II" - 0:15
2. "3000 Miles Away" - 3:05
3. "Look Who's Talking Now!" - 2:37
4. "Design" - 1:41
5. "Church and Rape" - 3:04
6. "The Civilization Show" - 2:46
7. "Allergic II Peoples" - 0:27
8. "Dreams are Dead" - 2:53
9. "Heaven" - 2:26
10. "Banned From The Land" - 1:21
11. "Severance Pay" - 2:07
12. "S.F.H. Theme" - 2:38
13. "Never Rest In Peace" - 4:37

## Band
- Nico de Gaillo - zang
- Scott Sturgeon - zang, gitaar
- Frank Piegaro - gitaar
- Chris Pothier - basgitaar
- Alex Charpentier - drums
- Brian "Pnut" Kozuch - drums